# هاري ليمان
هاري ليمان (بالألمانية: Harry Lehmann)‏ (و. 1924 – 1998 م) هو فيزيائي، وأستاذ جامعي من ألمانيا . ولد في غوسترو .
توفي في هامبورغ ، عن عمر يناهز 74 عاماً.

## مناصب وهيئات
أدار جامعة هامبورغ.

## جوائز
حصل على جوائز منها:
- جائزة داني هينمان للفيزياء الرياضية (1997)
- ميدالية ماكس بلانك (1967).